# Кабелач, Милослав
Милослав Ка́белач (чеш. Miloslav Kabeláč, 1 августа 1908, Прага- 17 сентября 1979, там же) — чешский композитор, дирижёр, органист, музыкальный педагог, один из крупнейших композиторов Чехии, наряду с А.Дворжаком, Л.Яначеком и Б.Мартину.

## Биография
Закончил Пражскую консерваторию, с 1958 преподавал в ней. Руководил оркестром Пражского радио (1932—1954). Как композитор был оттеснен в социалистической Чехословакии от публичной сферы, его произведения, в основе которых часто были темы и тексты Библии, гуситской словесности, национальных хроник, крайне скупо издавались и исполнялись на родине. Кабелач сознательно шёл своим одиноким путём (в этом смысле его нередко сопоставляют с Джачинто Шельси и Галиной Уствольской). Был крупнейшим пропагандистом додекафонии и электронной музыки в Восточной Европе. Его сочинения в 1950—1970-х исполнялись за рубежом (в том числе — французским ансамблем Les Percussions de Strasbourg, который заказал Кабелачу несколько сочинений).

## Творчество
Кабелачу принадлежат восемь симфоний, камерные, вокальные и хоровые сочинения (в том числе на слова Иржи Волькера, 1939—1940), сюита «Электра» для альта, женского хора и оркестра (1956, по Софоклу), пассакалия для расширенного оркестра «Тайна времени» (1953—1957), импровизация для оркестра «Гамлет» (1962—1963, исполненная и записанная Карелом Анчерлом в 1963), четыре органные прелюдии (1963), кантата «Тайна безмолвия» для сопрано и камерного оркестра (1965), 6 картин на темы чешских летописей E fontibus Bohemicis (1965—1972) и др. сочинения. 
Среди немногих пропагандистов творчества Кабелача в социалистической Чехословакии был крупный дирижёр Вацлав Нойман. Полное собрание симфоний Кабелача записал с оркестром Пражского радио дирижёр Марко Иванович.

## Признание
Национальная премия за Вторую симфонию (1948).